# Шьеу (приток Сомешул-Маре)
Шьеу (рум. Șieu) — река в Румынии, в регионе Трансильвания, левый приток реки Сомешул-Маре, относится к бассейну Дуная. Длина — 71 километр. Площадь водосборного бассейна 1818 km². Название реки происходит от венгерского sajó «солёная река» — só «соль» + jó «вода, река»
Берёт начало в коммуне Шьеуц. Течёт в северо-западном направлении по жудецу Бистрица-Нэсэуд. Впадает в Сомешул-Маре близ города Беклян.
Главные притоки — Лекинца (левый), Бистрица (правый) и Будаку (правый).